# Panurginus picipes
Panurginus picipes är en biart som beskrevs av Morawitz 1890. Panurginus picipes ingår i släktet bergsbin, och familjen grävbin. Inga underarter finns listade i Catalogue of Life.